# Carabinieri livornesi
I carabinieri livornesi furono un corpo militare che combatté nelle formazioni garibaldine durante il periodo del Risorgimento.

## Le premesse
Nel 1867 gli appelli di Giuseppe Garibaldi per Roma capitale del nuovo Regno d'Italia spinsero i livornesi repubblicani aderenti alla Società Democratica Unitaria a finanziare l'acquisto di armi da mettere al servizio della causa. A tal fine fu costituito un Comitato di provvedimento, presieduto da Serafino Morfeo della "Fratellanza artigiana", che ebbe anche l'appoggio della massoneria.
Le armi acquistate, inizialmente conservate a Follonica, furono spedite a Civitavecchia con la tartara "L'Avvenire".
Il 24 settembre 1867 Garibaldi veniva arrestato a Sinalunga: inizialmente incarcerato nella fortezza di Alessandria, venne poi trasferito a Caprera.
Durante il soggiorno di Garibaldi a Caprera, Jacopo Sgarallino, fratello di Andrea Sgarallino, riuscì ad organizzare una spedizione di 182 volontari denominato in seguito "Banda del naufragio". Il nomignolo deriva dal naufragio della nave, il "Santo Stefano", con cui Sgarallino e i suoi uomini, partiti da Livorno il 6 ottobre, tentarono di raggiungere l'agro romano.
Il 16 ottobre Carlo Meyer parte da Livorno a bordo della nave "Garibaldi" diretto alla marina di Grosseto: con lui 63 volontari, tanti quante le carabine che il municipio livornese aveva acquistato per la locale società di tiro. Questo corpo di volontari venne intercettato da una cannoniera italiana che, attenendosi ad ordini governativi, li arrestò. L'arresto provocò la reazione della "Fratellanza artigiana" che, dopo lunghe trattative, ottenne la liberazione dei volontari in cambio della restituzione al municipio delle armi.
Il 18 ottobre, al teatro oggi non più esistente Arena Labronica, durante un comizio popolare Meyer denuncia l'arresto ed il sequestro patito e la volontà di partire nuovamente per aggregarsi alle truppe garibaldine.
Garibaldi, evaso il 14 ottobre da Caprera, giunse a Livorno dove tra il 19 ed il 20 ottobre fu ospite di casa Sgarallino"Infatti il giorno 19 Giuseppe Garibaldi sbarcava lieto e tranquillo a Vada presso Livorno; saliva in vettura e senza punto celarsi a chicchessia, veniva ad albergo in città in casa degli Sgarallino, conosciuto covo di garibalderia". Il 21 ottobre, con Garibaldi ormai a Firenze, le carabine del municipio passarono, con un sotterfugio, nelle mani del fratello di Carlo Meyer che le spedì a Campiglia dove lo stesso Carlo aveva trovato rifugio.

## La battaglia di Mentana
I volontari livornesi che risposero all'appello garibaldino furono chiamati, in analogia ai volontari genovesi, carabinieri. I "carabinieri livornesi" raggiunsero con vari mezzi Terni, luogo di concentramento delle formazioni garibaldine che parteciparono alla Campagna dell'Agro romano per la liberazione di Roma. Il corpo livornese fu aggregato al 3º Battaglione Bersaglieri al comando del colonnello Giuseppe Missori. Nella cittadina umbra i carabinieri livornesi trovarono i concittadini della "Banda del Naufragio", giunti via terra.
Il reparto livornese marciò da Terni verso Monterotondo dove entrarono il 2 novembre.  Il giorno seguente le formazioni garibaldini si scontrarono a Mentana contro le truppe franco-pontificie. Le truppe guidate da Garibaldi, ridotte dalle diserzioni, male equipaggiate e sostanzialmente prive di cavalleria ed artiglieria furono gravemente sconfitte. I carabinieri livornesi, che sostennero il primo urto con le truppe nemiche, dovettero ritirarsi nel castello di Mentana: Carlo Meyer fu ferito e catturato, assieme ad altri, dai francesi.
Qualche giorno dopo il municipio livornese inviò a Roma Ulisse Nardini e Enrico Chiellini per garantire l'assistenza ai feriti e il loro rientro in città.
I caduti livornesi a Mentana riposano nel Cimitero comunale dei Lupi di Livorno: a loro memoria, come a quella dei deceduti della "Banda del naufragio", fu eretto il 3 novembre 1878 un monumento.

## I componenti
Secondo la lista pubblicata da Mangini il reparto dei carabinieri livornesi era formato da:
- Comandante: Meyer Carlo;
- Aiutante: Santini Carlo;
- Foriere: Alemà Alceste;
- Capi squadra: Fornari Achille, Taucci Tabaldo, Valenti Achille, Franceschi Francesco (deceduto a Mentana), Cipriani Cesare, Michelini Ludovico;
- Militi: Adami Antonio, Pini Galeazzo, Ardisson Arturo, Matteucci Leopoldo, Pezzini Valentino, Pepi Salvatore, Boni Egidio (deceduto a Mentana), Filippi Alberto, Bastiani Francesco, Carlotti Alessandro, Caillon Gustavo (deceduto a Mentana), Bartolena Raffaello,  Rossini Eugenio (deceduto a Mentana), Cappelli Ernesto, Fantini Antonio, Nobili Carlo, Milul Ernesto,  Cipriani Ubaldo (deceduto a Mentana), Del Porto Cesare,  Grotta Giovanni (deceduto a Mentana),  Rocca Antonio, Ceccanti Cesare, Biagi Ettore, Galeazzi Badoero, Bertini Benedetto, Bastianini Emilio, Bruno Aureliano, Pierozzi Ugo, Paccosi Oreste, Bonfanti Maurizio, Francesco Giuliani (nato a Livorno nel 1842, già volontario con Garibaldi durante l'invasione del Trentino, deceduto a Mentana), Giuliani Alessandro, Benassi Nicola, Fontana Silvestro, Polese Icilio, Nardini Ulisse, Sayegh Pio, Almerighi Augusto, Menicanti Aristide, Bertagni Vincenzo (deceduto a Mentana), Morteo Gianbattista, Paci Silvestro (deceduto a Mentana), Coscera Artidoro, Giuntoli Antonio, De Paoli Riccardo, Bernocchi Enrico, Monni Alessandro, Linari Bellini Alcide (deceduto a Mentana), Malanima Vincenzo, Menici Epifanio, Bigazzi Oreste, Carocci Adolfo, Bettini Cesare, Soschino Roberto, Lori Pilade, Baroni Marco, Costa Pietro (deceduto a Mentana), Francioni Felice, Merlini Augusto, Hutre Alberto, Bogliaco Dante, Bini Giuseppe, Ferroni Luigi, Vannucci Natale (deceduto a Mentana), Tiberini Filippo, Coltelli Natale.